# Ampithoe aptos
Ampithoe aptos är en kräftdjursart. Ampithoe aptos ingår i släktet Ampithoe och familjen Ampithoidae. Inga underarter finns listade i Catalogue of Life.